# 콩고족
콩고인(영어:Kongo people)은 콩고 공화국, 콩고 민주 공화국등지에 사는 아프리카 인종이다. 반투족에 속한다.

## 거주국가
대부분 콩고 공화국, 콩고 민주 공화국에 거주한다.

## 문화
종교는 대부분 기독교나 전통 신양이다.
언어는 콩고어나 프랑스어를 쓰는 편이다.

## 같이 보기
- 콩고 공화국인
- 콩고 민주 공화국인
- 상투메 프렌시페인
- 앙골라인
- 가봉인